# Belver de los Montes
Belver de los Montes település Spanyolországban,  Zamora tartományban. Belver de los Montes Cañizo, Villalpando, San Pedro de Latarce, Vezdemarbán, Bustillo del Oro, Malva, Pobladura de Valderaduey és Castronuevo községekkel határos. Lakosainak száma 253 fő (2024).

## Népesség
A település lakosságának változását az alábbi diagram mutatja:
| Lakosok száma | 474  | 428  | 403  | 382  | 339  | 313  | 291  | 275  | 253  | 253  |
|               | 2001 | 2004 | 2007 | 2009 | 2012 | 2014 | 2017 | 2019 | 2022 | 2024 |